# Рошица
Рошица (на молдовски: Roșița) е село, разположено в Тараклийски район, Молдова.

## Население
Населението на селото през 2004 година е 144 души, от тях:
- 133 – молдовци (92,36 %)
- 6 – гагаузи (4,16 %) – тюркоезични българи
- 3 – украинци (2,08 %)
- 1 – българин (0,69 %)
- 1 – друга националност или неопределен (0,69 %)